# 한양대학교 의료원
한양대학교 의료원은 한양대학교병원과 한양대학교구리병원, 류마티스병원을 산하로 둔 의료 조직이다.
건립 이념은 《사랑의 실천》이며 2018년 현재 의료원장은 김경헌이 역임 중이다.

## 연혁
한양대학교 의료원의 인가는 1988년 허가되었으며, 1991년 기공식을 하였다. 이후 1994년 구리병원을 개설하였으며, 1998년 류마티스병원을 개설하였고, 2003년 국제협력 병원을 개원하였다. 1967년에 의과대학 설립 인가를 받아 1968년부터 학생들을 받기 시작했다. 현재는 약 1,000병상 규모의 병동을 운영하고 있으며 2009년 신종플루 유행 때는 거점병원으로 운영하기도 했다.

## 같이 보기
- 한양대학교
- 한양대학교병원
- 한양대학교구리병원